# انتقادات حكم الحزب الشيوعي
كانت الإجراءات التي اتخذتها حكومات الدول الشيوعية عرضة لانتقادات. بحسب بعض النقاد، أفضى حكم الأحزاب الشيوعية إلى الشمولية والقمع السياسي وتقييد حقوق الإنسان وضعف الأداء الاقتصادي والرقابة الفنية والثقافية. كان النقد الغربي للحكم الشيوعي قائمًا أيضًا على انتقاداتٍ للاشتراكية من قبل اقتصاديين مثل فريدريك هايك وميلتون فريدمان الذين حاججا أن ملكية الدولة والاقتصاد المخطط مركزيًا اللذان اتسم بهما نمط الحكم الشيوعي السوفييتي كانا مسؤولين عن الركود الاقتصادي واقتصاد النقص وقدما حوافز قليلة للأفراد لتحسين الإنتاجية والانخراط في ريادة الأعمال. واجهت الأحزاب الشيوعية الحاكمة تحديات من المعارضة الداخلية أيضًا.
في أوروبا الشرقية، نالت أعمال المعارضين ألكسندر سولجينتسين وفاسلاف هافيل شهرة عالمية كما فعلت أعمال الشيوعيين السابقين الخائبين مثل ميلوفان جيلاس الذي أدان الطبقة الجديدة أو نظام نومينكلاتورا الذي كان قد برز في ظل الحكم الشيوعي. وصف كتاب  الشيوعية: الوعد والتطبيق (1973) بالتفصيل ما أسماه مؤلفه بالفجوات الصارخة بين السياسات السوفييتية الرسمية حول المساواة والعدالة الاقتصادية وواقع صعود طبقة جديدة في الاتحاد السوفييتي وفي بلدان شيوعية أخرى ازدهرت على حساب باقي السكان. وجاء النقد الرئيسي أيضًا من اليسار المناهض للستالينية واشتراكيين آخرين.
تتسم انتقادات معاداة للشيوعية والانتقادات المضادة حول النمو الاقتصادي في ظل الحكم الشيوعي بالتنوع. يحاجج هؤلاء النقاد أن روايات القمع السياسي مبالغ بها من قبل معادي الشيوعية وأن حكم الحزب الشيوعي يوفر بعض حقوق الإنسان مثل الحقوق الاقتصادية والاجتماعية والثقافية غير الموجودة في ظل الدول الرأسمالية، بما في ذلك الحقوق التي تفرض معاملة الجميع على قدم المساواة بغض النظر عن التعليم أو الاستقرار، إذ إنه بإمكان أي مواطن الاحتفاظ بوظيفته أو إنه ثمة توزيع أكثر عدلًا وفعالية للموارد. يزعم آخرون أيضًا أن الدول الشيوعية مرت بنمو اقتصادي أكبر مما كانت ستحصل عليه في ظل نظام آخر، أو أن زعماءها أجبروا على اتخاذ إجراءات قاسية للدفاع عن بلدانهم ضد الكتلة الغربية خلال الحرب الباردة.

## نظرة عامة
بعد الثورة الروسية، وُطدت أركان حكم الحزب الشيوعي لأول مرة في روسيا السوفييتية (التي ستكون في ما بعد أكبر جمهورية مكونة للاتحاد السوفييتي الذي تشكل في ديسمبر من عام 1922) وتعرض حكم الحزب على الفور لانتقادات محليًا ودوليًا. خلال الخوف الأحمر الأول في الولايات المتحدة، اعتبر كثيرون أن استيلاء البلاشفة الشيوعيين على الحكم في روسيا يشكل خطرًا على الأسواق الحرة والحرية الدينية والديمقراطية الليبرالية. في الآونة نفسها، وتحت وصاية الحزب الشيوعي في الاتحاد السوفييتي الذي كان الحزب الوحيد الذي يسمح به دستور الاتحاد السوفييتي، كانت مؤسسات الدولة متشابكةً بشكل وثيق مع مؤسسات الحزب. بحلول أواخر عشرينيات القرن العشرين، عزز جوزيف ستالين سيطرة النظام على اقتصاد البلاد والمجتمع من خلال نظام التخطيط الاقتصادي والخطط الخمسية للاقتصاد السوفييتي.
في الفترة الواقعة بين الثورة الروسية والحرب العالمية الثانية، امتد نموذج الحكم الشيوعي السوفييتي إلى دولة واحدة فقط دُمجت في ما بعد بالاتحاد السوفييتي. في عام 1924، أقيم حكم شيوعي في دولة منغوليا المجاورة، وهي مركز عسكري تقليدي للنفوذ الروسي على حدود إقليم سيبيريا. وعلى الرغم من ذلك، استمرت بلا هوادة انتقادات السياسات الداخلية والخارجية للنظام السوفييتي في أوساط مناهضي الشيوعية في معظم أنحاء أوروبا والأمريكيتين. بعد نهاية الحرب العالمية الثانية، استولى الاتحاد السوفييتي على الأراضي التي وصل إليها الجيش الأحمر، ليؤسس ما عُرف لاحقًا بالكتلة الشرقية. في أعقاب الثورة الصينية، أُعلن قيام جمهورية الصين الشعبية في عام 1949 تحت قيادة الحزب الشيوعي الصيني.
في الفترة الواقعة بين الثورة الصينية والربع الأخير من القرن العشرين، امتد الحكم الشيوعي في جميع أنحاء شرق آسيا وباتت معظم دول العالم الثالث والأنظمة الشيوعية الجديدة موضوعًا لانتقادات محلية ودولية واسعة النطاق. ترسخت انتقادات الاتحاد السوفييتي والأنظمة الشيوعية العالمثالثية بقوة في دراسات حول الشمولية ذكرت أن الأحزاب الشيوعية تبقي نفسها في السلطة دون موافقة السكان وأنها تحكم بواسطة القمع والشرطة السرية والبروباغاندا المنتشرة عبر وسائل الإعلام التي تمتلكها الدولة، وقمع النقاش والنقد الحر ومراقبة الجماهير وإرهاب الدولة. كان لهذه الدراسات حول الشمولية تأثير على التأريخ الغربي للشيوعية والتاريخ السوفييتي، وعلى وجه التحديد عمل روبيرت كونكويست وريتشارد بيبيس حول الستالينية، والتطهيرات الكبرى والغولاغ والمجاعة السوفييتية لعامي 1932-1933.

## مجالات الانتقاد
تركزت الانتقادات التي طالت الأنظمة الشيوعية حول عدة قضايا، من بينها تأثيرها على النمو الاقتصادي وحقوق الإنسان والسياسة الخارجية والتقدم العلمي والتدهور البيئي في البلدان التي حكمتها.
ذُكر موضوع القمع السياسي في العديد من الأعمال الهامة الناقدة للحكم الشيوعي، من بينها روايات روبيرت كونكويست حول تطهيرات ستالين الكبرى في كتابه الإرهاب الكبير والمجاعة السوفييتية لعامي 1032-1933 في كتاب حصاد الحزن، ورواية ريتشارد بيبيس حول «الإرهاب الأحمر» خلال الحرب الأهلية الروسية وكتاب آر. جاي. روميل حول «إبادة الشعب» ورواية أليكساندر سولزهينيتسين حول معسكرات ستالين للعمل القسري في كتابه أرخبيل الغولاغ ورواية ستيفان كورتوا عن عمليات الإعدام ومعسكرات العمل القسري والمجاعة الجماعية في الأنظمة الشيوعية كفئة عامة، مع إيلاء انتباه خاص للاتحاد السوفييتي في ظل ستالين والصين في ظل ماو تسي تونغ.
كان التخطيط المركزي وفق النموذج السوفييتي وملكية الدولة موضوعًا آخرًا لنقد الحكم الشيوعي. حاججت أعمال اقتصاديين مثل فريدريك هايك وميلتون فريدمان بأن البنى الاقتصادية المرتبطة بالحكم الشيوعي أدت إلى الركود الاقتصادي. تشمل الموضوعات الأخرى لنقد الحكم الشيوعي السياسات الخارجية «التوسعية» والتدهور البيئي وقمع حرية التعبير الثقافي.

### القمع السياسي
كان القمع السياسي الواسع النطاق في ظل الحكم الشيوعي موضوع بحث تاريخي مكثف أجراه علماء ونشطاء بوجهات نظر متنوعة. بين الباحثين في هذا الموضوع في الكتلة الشرقية كان ثمة عدد من الشيوعيين السابقين ممن أصيبوا بخيبة أمل من أحزابهم الحاكمة، مثل أليكساندر نيكولايفيتش ياكوفليف وديميتري فولكوجونوف. وبصورة مماثلة، كانت يونغ تشانغ، إحدى مؤلفي كتاب ماو: القصة المجهولة، في صفوف الحرس الأحمر في شبابها. خاب أمل البعض الآخر من الشيوعيين الغربيين السابقين، ومن بينهم العديد من مؤلفي الكتاب الأسود للشيوعية. أصبح روبيرت كونكويست، شيوعي سابق آخر، أحد أشهر الكتاب في الاتحاد السوفييتي بعد نشر روايته المؤثرة حول التطهيرات الكبرى في كتاب الإرهاب العظيم الذي لم يلق قبولًا جيدًا في بداية الأمر ضمن بعض دوائر المثقفين الغربيين المؤيدة لليسار. في أعقاب نهاية الحرب الباردة، ركزت معظم الأبحاث على هذا الموضوع على أرشيفات الدولة المصنفة سابقًا تحت الحكم الشيوعي.
تفاوت مستوى القمع السياسي الذي عاشته الدول الواقعة تحت الحكم الشيوعي بشكل كبير بين مختلف البلدان والفترات التاريخية. مارس الاتحاد السوفييتي أشد أنواع الرقابة صرامةً في ظل حكم ستالين (1922-1953) والصين تحت حكم ماو أثناء الثورة الثقافية (1966-1976) والنظام الشيوعي في كوريا الشمالية طوال فترة حكمه (1948- حتى الآن). في ظل حكم ستالين، اشتمل القمع السياسي في الاتحاد السوفييتي على إعدام ضحايا التطهيرات الكبرى والفلاحين الذين اعتبرتهم سلطات الدولة «كولاك» وعلى نظام الغولاغ في معسكرات العمل القسري وترحيل الأقليات الإثنية والمجاعات الجماعية خلال المجاعة السوفييتية لعامي 1932-1933 التي تسبب بها سوء إدارة الحكومة أو، وفقًا لبعض الروايات، كانت قد سُببت عمدًا.